# Herztalbach
Der Herztalbach ist ein rund 5 km langer rechter Zufluss des Inns vom Tiroler Mittelgebirge östlich von Innsbruck.

## Verlauf
Der Bach entspringt am Nordfuß des Patscherkofel auf etwa 1010 m auf der Talschulter des Inntales, die Südöstliches Mittelgebirge genannt wird. Der Ursprung liegt gut 1½ km östlich des Dorfkerns von Sistrans in einem Feuchtgebiet (Perlich-Wiesen).
Der Bach rinnt dann grob nordwärts durch die Siedlung Starkenbühel. Der folgende Abschnitt durch den Ebenwald ist das Herztal. Danach erreicht der Bach das Dorf Ampass.
Ab hier wird er auch Agenbach genannt, und rinnt nordostwärts durch die Agenbachsiedlung und westlich am Sonnenbichl vorbei. Etwa 1 km unterhalb Ampass mündet er oberhalb von Hall, direkt bei der Anschlussstelle Hall West der Inntal Autobahn (A12), von rechts in den Inn.

## Geschichte
In einer im Archiv von Stift Wilten verwahrten urkundlichen Grenzbeschreibung der Pfarre Ampass aus der Zeit um 1400 wird die Bachsteilstufe des Herztalbachs südlich des Ortskerns als „Pachfall“ bezeichnet.

## Hydrographie und Nebenbäche
Der Oberlauf des eigentlichen Herztalbachs findet sich im historischen Kartenwerk auch als Retl Bach.
- Der Bach hat einen Nebenlauf, ebenfalls Herztalbach genannt (HZB:2-8-157-a).[6] Dieser kommt von der Aldranser Alm , rinnt über Wiesenhöfe und die Asten, wo das kleine Gerinne vom Dunklen Tal zwischen diesem und dem Hauptlauf zufließt, und mündet etwas unterhalb des Herzsees bei den Prockenhöfen von rechts . Er ist 5,1 km lang.[1] In alten Karten findet er sich als Ettl Bach,[5] sein rechter Parallelgraben als Schreyer Bach.[2][5]
- Ein kleiner Bach kommt bei Aldrans von unterhalb des Herzsees, bei Larch . Er durchfließt das Pfarrtal, und mündet nach weniger als 1 km von links in Ampass . Er wird hydrographisch ebenfalls als Herztalbach geführt (HZB:2-8-157-b).[1]
- Ein weiterer Nebenbach ist der kleine Gröbentalbach, der unterhalb der Agenbachsiedlung von rechts zugeht.

Historisch gab es auch eine Überleitung durchs Jägertal oberhalb der Prockenhöfe ostwärts zum Zimmertalbach. Um 1800 findet sich auch zwischen der Asten und den Wiesenhöfen ein Weiher (woran wohl noch der Hausname Seehütterhof erinnert).
Der Mündungsbereich soll im Rahmen des Gewässerschutzplans „Unser Inn“ (eine Kooperation des Landes mit dem WWF) fischökologisch verbessert werden. Insbesondere mit dem Bau des Brennerbasistunnels, der etwa hier beginnen würde, ergeben sich weitere wasserbauliche Maßnahmen.
- Karte mit allen Koordinaten:
- OSM |
- WikiMap

## Wege
Die ganze Gegend ist ein Spazier- und Wandergebiet, als Naherholungsraum von Innsbruck, mit zahlreichen ausmarkierten Wegen. Durch das Herztal führt ein bekannter Rundwanderweg.